# Horta Nord
Horta Nord (Tiếng Tây Ban Nha: Huerta Norte) là một ’’comarca’’ trong tỉnh Valencia, Cộng đồng Valencian, Tây Ban Nha.

## Các đô thị bên trong
- Albalat dels Sorells
- Alboraya
- Albuixech
- Alfara del Patriarca
- Almàssera
- Bonrepòs i Mirambell
- Burjassot
- Emperador
- Foios
- Godella
- Massalfassar
- Massamagrell
- Meliana
- Moncada
- Museros
- La Pobla de Farnals
- Puçol
- El Puig
- Rafelbunyol/Rafelbuñol
- Rocafort
- Tavernes Blanques
- Vinalesa